# Stratís Tsírkas
Stratís Tsírkas (en grec moderne : Στρατής Τσίρκας) — de son vrai nom Yánnis Chatziandréas (Γιάννης Χατζηανδρέας) —, né le 23 juillet 1911 au Caire (ville dans laquelle était installée une importante communauté grecque) et décédé le 27 janvier 1980 à Athènes, est un écrivain et un essayiste de langue grecque. À Alexandrie, il se lia d'amitié avec l'écrivain Constantin Cavafy. Il s'installa à Athènes en 1963.

## Cités à la dérive
Son œuvre la plus connue est sa trilogie romanesque intitulée Cités à la dérive (Le Cercle ; Ariane ; La Chauve-souris). Elle se déroule durant la Seconde Guerre mondiale, au Proche-Orient (d'abord à Jérusalem, puis en Égypte) et en Grèce. Le personnage principal de Manos Simonidis brûle d'envie de reprendre les armes pour porter secours à sa patrie, attaquée par l'Allemagne. Les troupes du Reich ont en effet été détournées in extremis du Front de l'Est par Hitler pour punir la petite armée hellénique d'avoir tenu tête aux troupes de Mussolini. Les intérêts des grandes puissances viennent s'opposer à ceux des humbles patriotes et citoyens de base. La Grande-Bretagne notamment, inquiète de perdre à l'issue du conflit sa mainmise sur la région (voire le protectorat en Égypte et le contrôle sur le canal de Suez, ou encore le mandat en Palestine), est déjà prête à s'entendre en catimini avec les États-Unis pour préparer l'après-guerre et empêcher la Grèce de tomber dans l'escarcelle communiste. Les deux puissances n'hésitent pas à manipuler et sacrifier sans scrupules leurs alliés, gouvernement grec libéral en exil à Londres et mouvements de résistance communiste comme les intérêts de la Grèce. Ce sont les racines du monde bipolaire et de la Guerre froide, en particulier de la tragique Guerre civile grecque que Stratís Tsírkas décrit subtilement au travers du destin de ces multiples exilés, politiques, espions et militaires grouillant alors au Moyen-Orient. Mais, chez Tsírkas, ce n'est pas la victoire de la realpolitik, qui tente de fouler aveuglément aux pieds les légitimes aspirations démocratiques des individus, qui est importante, mais les Hommes qui font l'Histoire, et cet ouvrage en ce sens est également un appel à la raison et à l'exercice responsable de ses libertés individuelles. Un élément important de la trilogie de Tsírkas réside dans la place prépondérante qu’occupent les allusions à la mythologie grecque et à l'hellénisme généreux et salvateur des petites gens d'Égypte opposé à l'helléno-christianisme étriqué et sans pitié des idéologues.
En France, Cités à la dérive a reçu le prix du Meilleur livre étranger en 1971. 
Une adaptation pour la télévision a été réalisée en 1984 (diffusion sur FR3 début des années 90) par Robert Manthoulis, avec Georges Corraface dans le rôle de Manos Simonidis. La version grecque comptait 12 épisodes, celle pour la télévision française n'en comptait que 8, la partie politique du film y ayant été réduite. 

## Œuvres
- Cités à la dérive  (ISBN 978-2-02-038210-6) (Ακυβέρνητες Πολιτείες) (1960-1965)
  - Le Cercle (Η Λέσχη) (1960)
  - Ariane (Αριάγνη) (1962)
  - La Chauve-souris (Η Νυχτερίδα) (1965)
- L'homme du Nil, recueil de nouvelles  (ISBN 978-2-02-006417-0)
- Printemps perdu (Χαμένη Άνοιξη)  (ISBN 978-2-02-006146-9)
- Voix grecques : poèmes, récits, essais de vingt-sept écrivains d'opposition, traduit par Laurence d'Alauzier, Gallimard, 1973 (volume collectif dans lequel nous trouvons une nouvelle de S. Tsírkas).
- Cavafy, le politique (Ο Πολιτικός Καβάφης), Kédros, Athènes, 1971. (non traduit en français)
- Articles dédiés aux poètes André Calvos et Constantin Cavafy de l'Encyclopædia Universalis[1].